# BMW Strahlbomber I

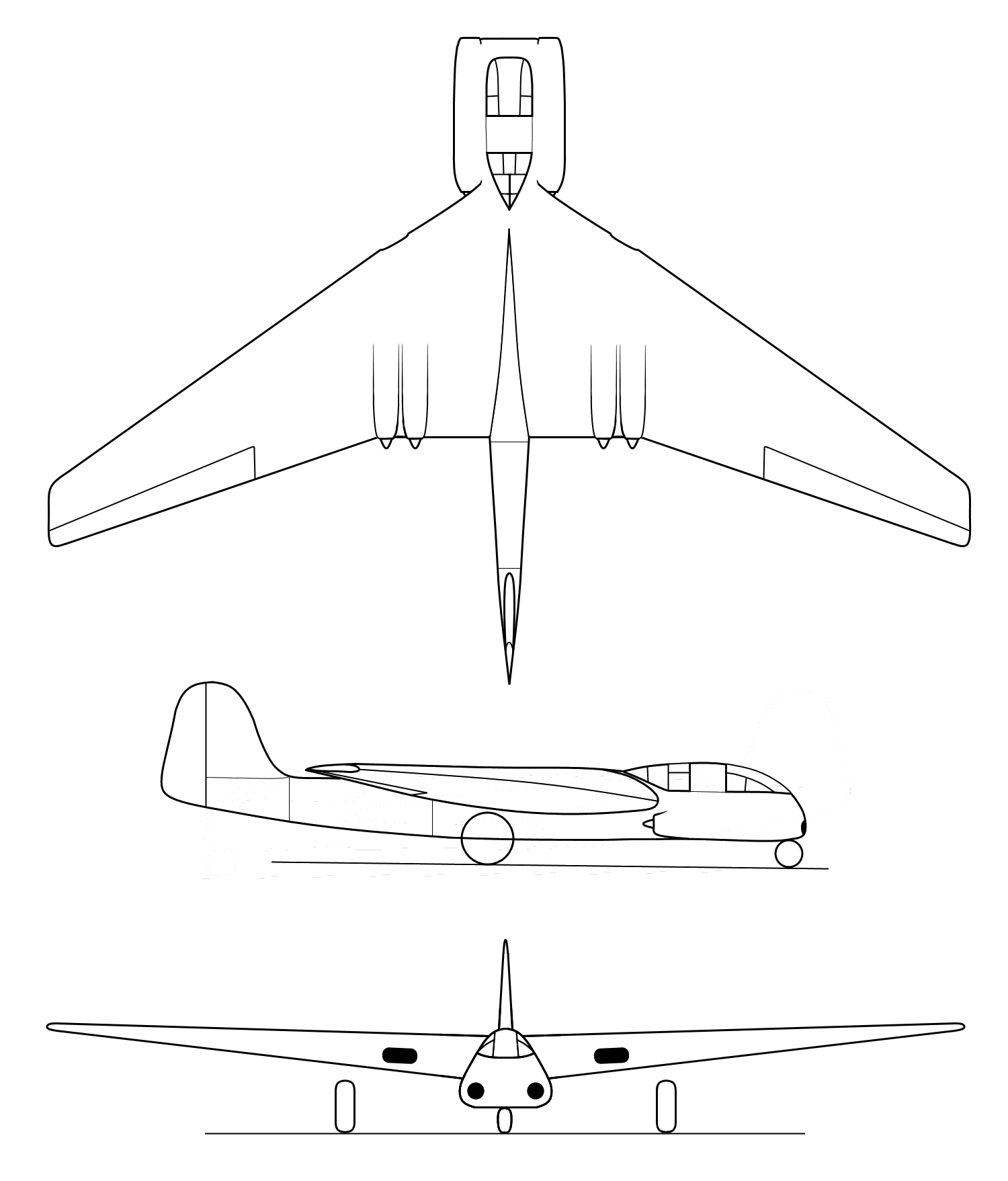
Imagem de aviões de guerra para produção da BMW Strahlbomber.

O BMW Strahlbomber I foi um projecto da BMW para conceber um bombardeiro pesado. Foi uma medida para ajudar a vender os seus motores a jato. Este bombardeiro monoplano teria seis motores a jato e uma capacidade de carga de 4000 kg de bombas.